# William Chapman Hewitson
William Chapman Hewitson, född 9 januari 1806 i Newcastle upon Tyne, död 28 maj 1878, var en brittisk entomolog som framförallt ägnade sig åt skalbaggar och fjärilar, men även fågelbon och -ägg. Hans fjärilssamling, köpt av resenärer över hela världen, var en av de största och mest imponerande under hans tid. Hewitson var även illustratör.

## Biografi
William Hewitson utbildade sig till lantmätare i York och var en tid anställd under George Stephenson vid London and Birmingham Railway. Hans dåliga hälsa och ett stort arv fick honom att överge sitt yrkesval och ägna sig åt vetenskapliga studier. 

## Vetenskapliga samfund
Hewitson var en av grundarna av Natural History Society of Northumberland, Durham and Newcastle upon Tyne (nuvarande Natural History Society of Northumbria) 1829. Han blev medlem i Entomological Society of London (dagens Royal Entomological Society) 1846, Zoological Society of London 1859 och Linnean Society of London 1862. Han bidrog till och publicerade många verk inom entomologi och ornitologi. 

## Personer som förknippas med Hewitson
- Jean Baptiste Boisduval
- Cajetan Freiherr von Felder
- William Wilson Saunders
- Alfred Russel Wallace
- John Edward Gray